# Amazon Kindle
Amazon Kindle je serija uređaja za čitanje e-knjiga koje proizvodi Amazon. Amazon Kindle uređaji omogućuju korisnicima da kupuju, preuzimaju, pregledavaju i čitaju e-knjige, novine, časopise, blogove i druge digitalne medije putem bežične mreže. Hardverska platforma, koju je razvila tvrtka Amazon.com podružnica Lab126, je započela kao jedan uređaj, ali sada uključuje niz modela: Kindle, Kindle 2, Kindle 3 (sada Kindle Keyboard), Kindle 4 i Kindle DX, Kindle 4 touch, Kindle 5 i Kindle Paperwhite, kao i Kindle za PC, Kindle za iPhone, Kindle za Mac, Kindle za Android i Kindle za BlackBerry aplikacije.
Kindle uređaji imaju zaslone, koje su temeljene na tehnologiji elektroničke tinte (E-Ink) - najnovija generacija (šesta generacija) obrađuje 16 sivih tonova kako bi simulirala čitanje na papiru uz minimalnu potrošnju energije. Kindle se može koristiti bez osobnog računala. Uređaj omogućuje pristup internetu.
Kindle se natječe s drugim uređajima na bazi e-papira: Sony Reader, Barnes &Noble Nook, PocketBook Reader, iRex iLiad i drugima.
Firmware uređaja Kindle temelji se na Linux kernelu za ARM platformu.

## Kritika
Amazon ima mogućnost brisanja knjiga kupljenih izravno od Amazona prema vlastitom nahođenju. Na primjer, uklonjeni su romani Georgea Orwella "Životinjska farma" i "1984.", za distribuciju kojih tvrtka nije imala prava (novac je vraćen kupcima).

## U kulturi
Oko gadgeta Kindle (očigledno, Kindle 2) izgrađen je zaplet priče Stephena Kinga "Ur" ("Ur").